# 요시카와 노보루
요시카와 노보루는 《GTO (만화)》에 등장하는 등장인물으로, 구 정발판 명칭은 길천.

## 소개
- 요시카와 노보루(길천) - 성우: 오카노 코스케 / 홍범기

세이린학원의 남학생. 내성적이고 소극적인 성격 때문에 우에하라 패거리 포함해서 동급생 여학생들로부터 왕따표적이 되었지만 오니즈카의 배려로 체면을 유지하게 된다. 오키나와 여름학교 때는 안코(행자)와 함께 조난을 당하기도 했으며 안코는 처음엔 그를 싫어했지만 나중에 가서는 그에게 호감을 가지게 된다.